# 阿尔钦河
阿尔钦河（俄语：Река Алчан）是滨海边疆区比金河右岸的河流，长170千米，流域面积3860平方千米，落差304米，最深处2米，最宽处60米。别尔赫尼彼列瓦尔村临河而建。乌利特卡河在右岸注入。

## 引用
1. ↑  А·П·穆拉诺夫. . 列宁格勒: 气象出版社. 1966 （俄语）.
2. ↑  . 列宁格勒: 气象出版社 （俄语）.
3. ↑  Т·А·基谢尔科瓦娅. . 列宁格勒: 气象出版社. 1977 （俄语）.
4. ↑  .   [2023-10-05]. 原始内容存档于2023-01-31.